# Kisielice
Kisielice [kʲiɕɛˈlʲit͡sɛ] (deutsch Freystadt in Westpreußen) ist eine Stadt in der polnischen Woiwodschaft Ermland-Masuren. Sie ist Sitz der gleichnamigen Stadt-und-Land-Gemeinde mit 5941 Einwohnern (Stand 31. Dezember 2020).

## Geographische Lage
Die Stadt liegt im ehemaligen Westpreußen südlich der Danziger Bucht, etwa 26 Kilometer südöstlich von Kwidzyn (Marienwerder), 36 Kilometer nordöstlich von Grudziądz (Graudenz) und 90 Kilometer südöstlich von Danzig. Durch die Stadt fließt die Gardęga (Gardenga), ein Nebenfluss der Osa (Ossa).
Südlich der Stadt befindet sich der Rackersee.

## Geschichte
Im Jahr 1255 befand sich der Marktflecken als Vrienstad im Eigentum des Bistums. Am 22. Januar 1293 erhielt Dietrich von Stangen das Recht zur Anlage von Siedlungen auf seinen Grundstücken nach Kulmer Recht vom Bischof und Domkapitel von Pomesanien. Vrienburg wurde vermutlich zwischen 1315 und 1320 angelegt. Überliefert ist die Erteilung des Stadtrechts im Jahr 1331.
Schon zuvor ist mit dem Bau der Nikolauskirche begonnen worden. Der flachgedeckte Ziegelbau hatte einen Holzturm, der 1653 verbrannte und 1856–1857 in Stein ergänzt wurde. Der Altar von 1696 stellte in seinem reichen Schnitzwerk die Stifterfiguren Otto Friedrich von der Groebens und seiner Frau dar. Eine Besonderheit des Ortes ist der Marktplatz in Dreiecksform. Im Jahr 1350 hatte die Stadt ein gemauertes Rathaus und eine gemauerten Stadtbefestig mit drei Toren. Katharina von Stangen verkaufte 1397 die Stadt an das Bistum Pomesanien.
Nach dem Ende des Dreizehnjährigen Städtekriegs verblieb Freystadt im Zweiten Frieden von Thorn 1466 im Deutschordensstaat, der 1525 zum Herzogtum Preußen und 1701 zum Königreich Preußen wurde. 1653 brannte die Stadtkirche nach einem Blitzeinschlag ab. Im Jahr 1775 vernichtete ein Feuer große Teile der Stadt.

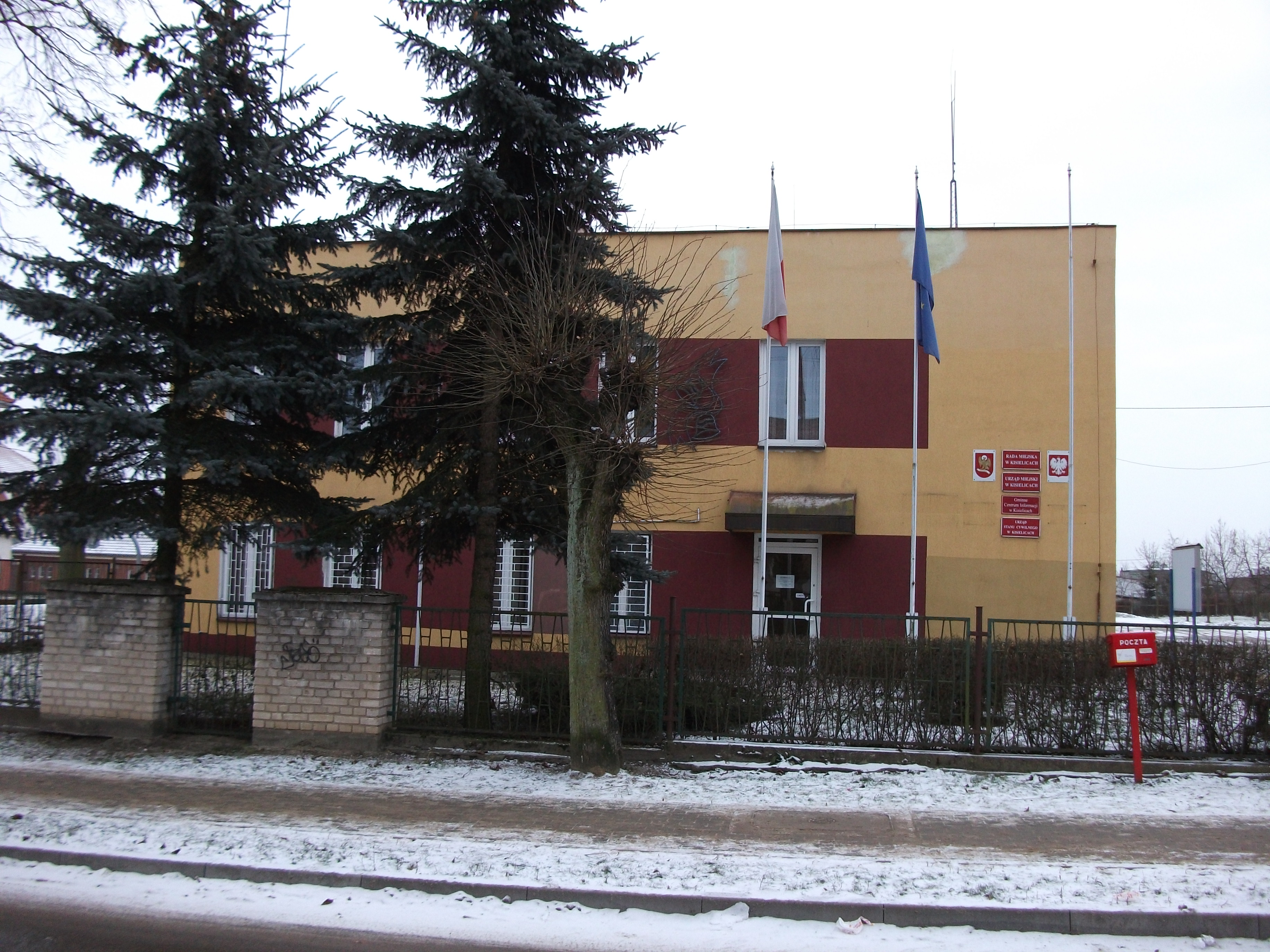
Stadtamt (Aufnahme 2010)

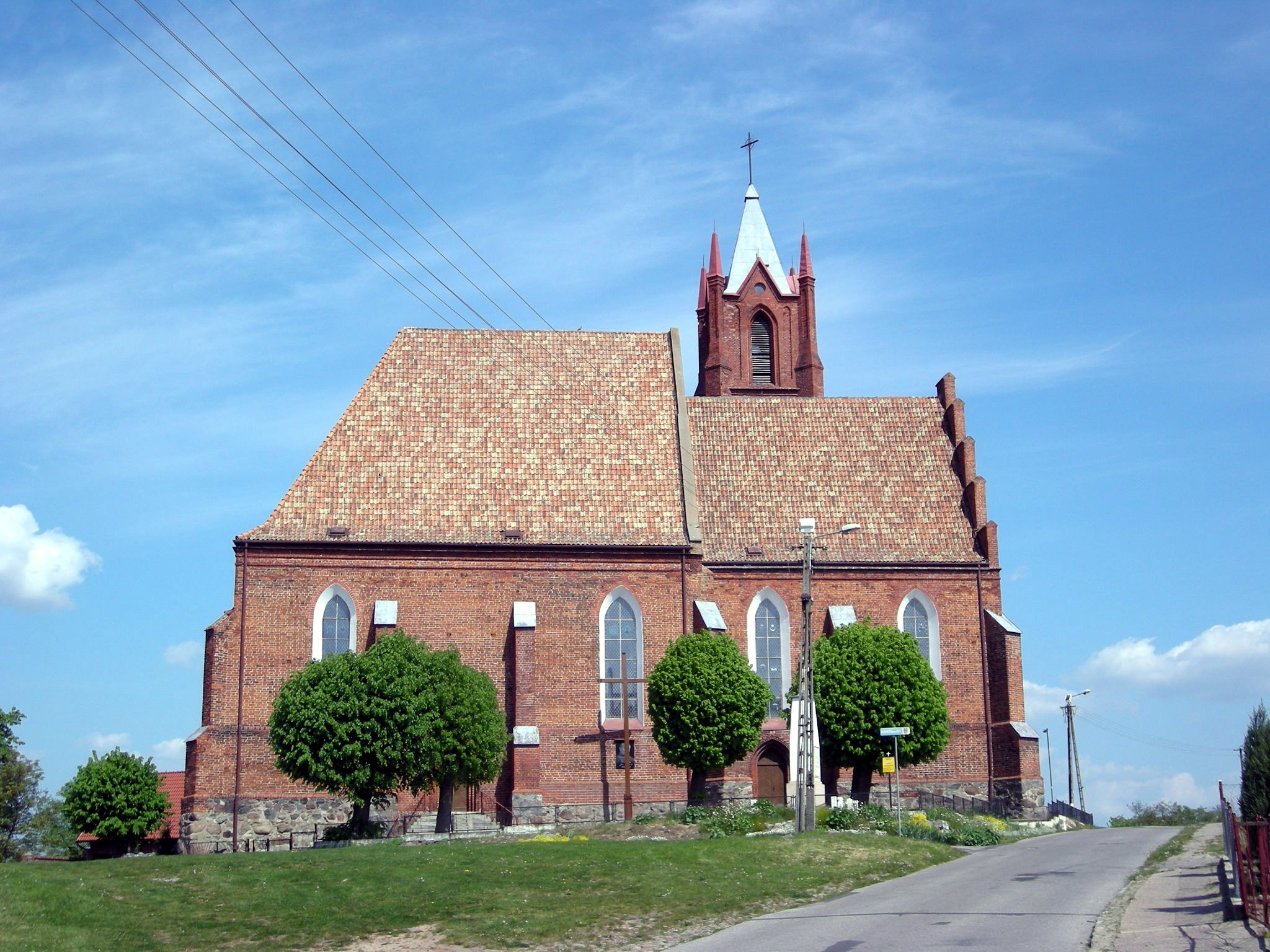
Stadtkirche (bis 1945 evangelisch, Aufnahme 2008)

Mit der Eröffnung der Eisenbahnstrecke von Jablonowo (1903–1920 Goßlershausen) nach Riesenburg wurde auch Freystadt 1899 an das Schienennetz angeschlossen, 1900 wurde die Zweigstrecke nach Marienwerder in Betrieb genommen. Am Anfang des 20. Jahrhunderts hatte Freystadt eine evangelische Kirche, eine Fabrik für die Herstellung landwirtschaftlicher Maschinen, eine Sägewerk und Ziegeleien. Das Freystädter Tageblatt erschien 1902 erstmals. 1912 öffnete die Volksschule des Ortes. 1934 erschien die letzte Ausgabe des Freystädter Tageblatts.
Aufgrund der Bestimmungen des Versailler Vertrags stimmte die Bevölkerung im Abstimmungsgebiet Marienwerder, zu dem Freystadt gehörte, am 11. Juli 1920 über die weitere staatliche Zugehörigkeit zu Ostpreußen (und damit zu Deutschland) oder den Anschluss an Polen ab. In Freystadt stimmten 1875 Einwohner für den Verbleib bei Ostpreußen, auf Polen entfielen 36 Stimmen.
Im Zweiten Weltkrieg wurde die Stadt wegen der herannahenden Front am 20. Januar 1945 evakuiert. Drei Tage danach eroberte die Rote Armee Freystadt. Im Frühjahr 1945 gelang den Einwohnern bis auf etwa 130, die zurückgeblieben oder überrollt und heimgekehrt waren, die Flucht über die Oder-Neiße-Linie. Im März 1945 unterstellte die Rote Armee die zu etwa achtzig Prozent zerstörte Stadt der Verwaltung der Volksrepublik Polen. Diese führte für Freystadt die polnische Ortsbezeichnung Kisielice ein und besiedelte es mit Polen. Das Stadtrecht wurde 1946 entzogen.
Durch eine Verwaltungsreform kam die Stadt 1975 zur neu gebildeten Woiwodschaft Elbląg. 1986 wurde der Ort wieder zur Stadt erhoben. Nach der Auflösung der Woiwodschaft Elbląg war die Stadt ab 1999 Teil der Woiwodschaft Ermland-Masuren.

### Demographie
| Jahr | Einwohner | Anmerkungen |
| ---- | --------- | --- |
| 1576 | 0525      | [ 8 ] |
| 1782 | 0719      | in 134 Haushalten („Feuerstellen“), meistens evangelisch-lutherische Deutsche |
| 1802 | 0877      | [ 10 ] |
| 1810 | 0865      | [ 10 ] |
| 1816 | 0973      | davon 848 Evangelische, 113 Katholiken und zwölf Juden |
| 1821 | 1071      | [ 10 ] |
| 1831 | 1157      | [ 11 ] |
| 1852 | 2093      | [ 12 ] |
| 1864 | 2466      | am 3. Dezember, davon 2165 Evangelische und 53 Katholiken |
| 1871 | 2648      | darunter 2300 Evangelische und 60 Katholiken |
| 1875 | 2564      | [ 15 ] |
| 1880 | 2298      | [ 15 ] |
| 1890 | 3075      | [ 15 ] |
| 1900 | 2422      | [ 5 ] |
| 1905 | 2425      | davon 2196 Evangelische, 71 Katholiken und 150 Juden |
| 1910 | 2607      | am 1. Dezember, davon 2562 mit deutscher Muttersprache (2294 Evangelische, 161 Katholiken, 97 Juden, zehn Sonstige) und 23 mit polnischer Muttersprache (eine evangelische Person, 22 Katholiken) |
| 1933 | 3075      | [ 15 ] |
| 1939 | 3351      | [ 15 ] |
| 1943 | 3313      | [ 8 ] |

| Jahr | Einwohner | Anmerkungen             |
| ---- | --------- | ----------------------- |
| 2012 | 2191      | Stand vom 30. Juni 2012 |
| 2019 | 2098      | Ende Juni               |

## Gemeinde
Zur Stadt-und-Land-Gemeinde (gmina miejsko-wiejska) Kisielice gehören die Stadt selbst und 15 Dörfer mit Schulzenämtern.

## Verkehr

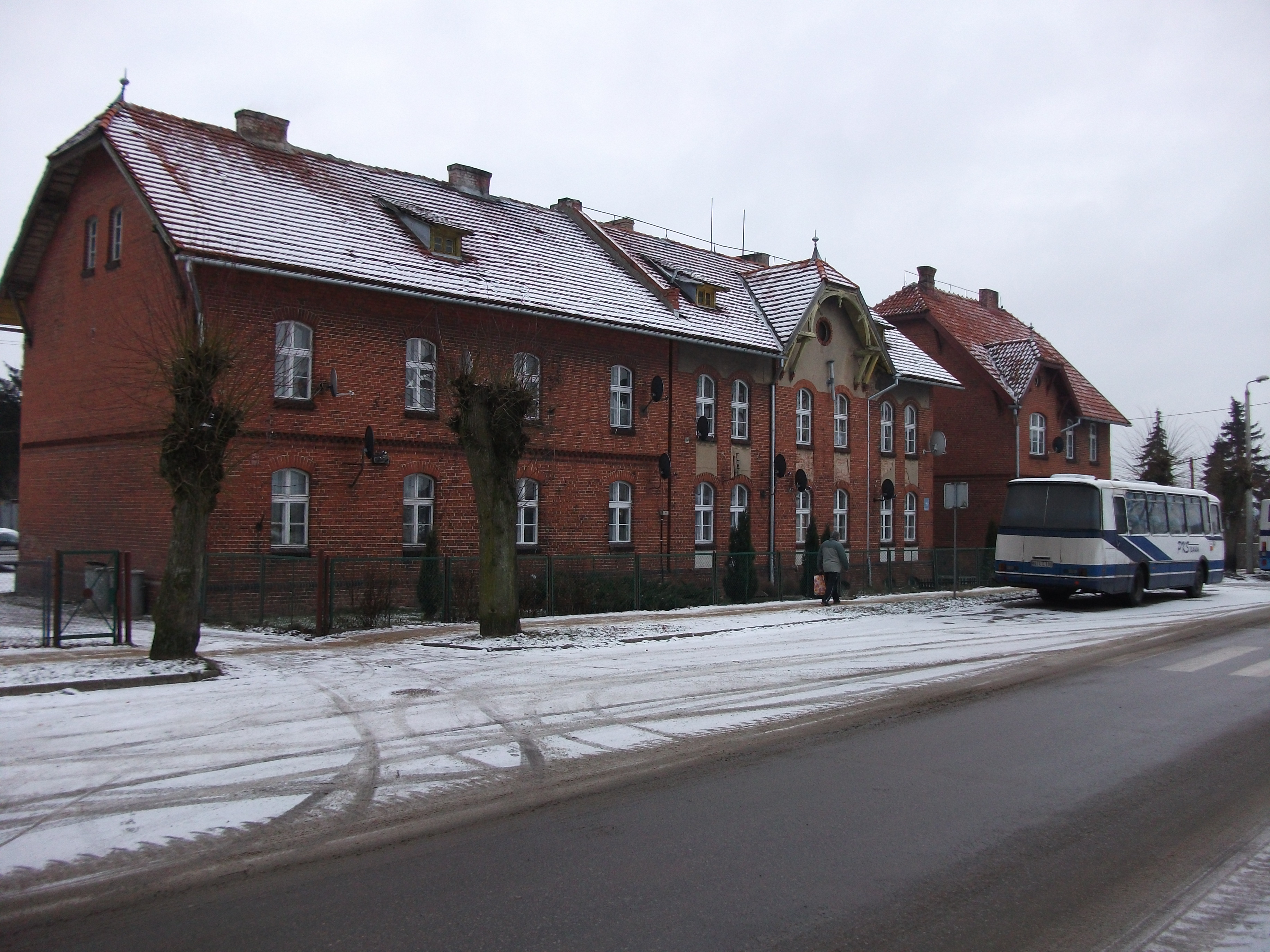
Früherer Bahnhof (2010)

Die Stadt liegt an der Landesstraße 16, die von Graudenz (Grudziądz) nach Allenstein (Olsztyn) führt.
Der Bahnhof Kisielice war ein Knotenpunkt: Von der 1899 eröffneten Bahnstrecke Goßlershausen–Riesenburg zweigten eine 1900 bis 1945 betriebene Strecke nach Marienwerder und eine 1925 bis 1969 betriebene Strecke nach Bischofswerder (Biskupiec). Heute sind alle Strecken stillgelegt.

## Söhne der Stadt
- Hans von Reibnitz (1854–1931), Majoratsbesitzer und Politiker
- Karl Thom (1893–1945), Jagdpilot im Ersten Weltkrieg
- Georg Hans Damrau (1902–1952), NS-Politiker
- Hans Zillmann (* 1938), Filmarchitekt und Szenenbildner
- Lorenz Grimoni (* 1939), Pfarrer, Leiter des (aufgelösten) Museums Stadt Königsberg in Duisburg